# Бронепалубные крейсера типа «Богатырь»
«Богатырь» — тип бронепалубных крейсеров Российского императорского флота начала XX века. В российском флоте классифицировались как крейсера 1-го ранга. Проект разработан немецкой компанией «Вулкан», которая построила головной крейсер — «Богатырь». Ещё три крейсера были построены в России силами отечественной промышленности — «Олег», «Кагул», «Очаков». Кроме того, строился крейсер «Витязь», но был уничтожен пожаром во время строительства.

## Выбор концепции дальнего разведчика
Во второй половине 1890-х годов произошла постепенная переориентация активности российской внешней политики на Дальний Восток. При этом резко возрастала вероятность столкновения с Японией, которая также проводила активную и агрессивную политику в этом регионе. В связи с этой опасностью возникла необходимость создания мощного флота на Тихом океане, превосходящего по силе японский.
27 декабря 1897 года состоялось особое совещание руководства российского флота под председательством генерала-адмирала. В свете новых тенденций совещание рекомендовало сосредоточить в Тихом океане к 1903 году 10 эскадренных броненосцев, 5 броненосных крейсеров, 10 бронепалубных крейсеров по 5000-6000 тонн водоизмещения и 10 бронепалубных крейсеров по 2000—2500 тонн. «Крейсера — дальние разведчики при эскадре» должны были не только вести разведку, но и участвовать в эскадренном сражении, а также самостоятельно действовать на коммуникациях.

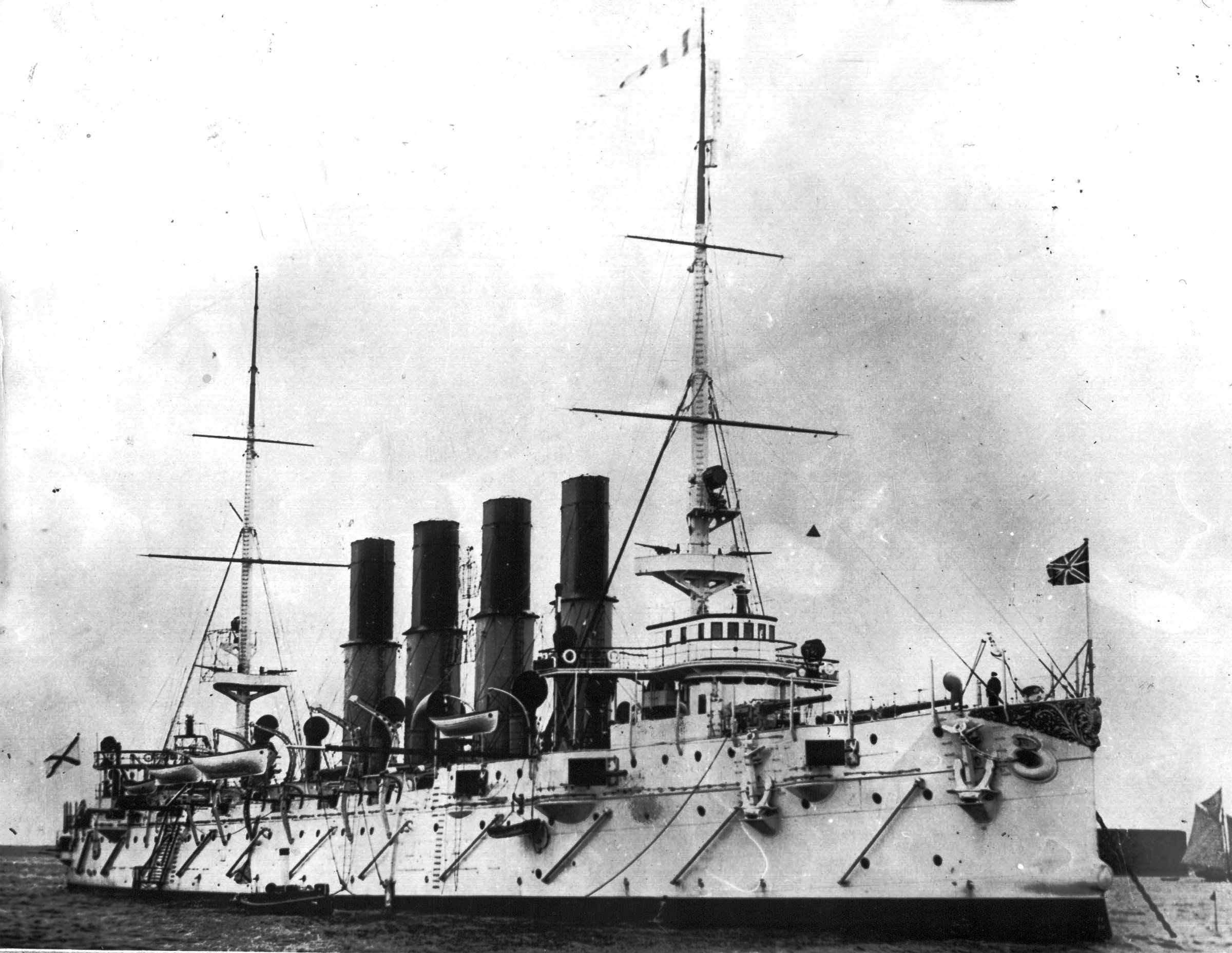
«Варяг» — первый крейсер, заказанный по программе 1898 г.

20 февраля 1898 года Николай II утвердил особую кораблестроительную программу «Для нужд Дальнего Востока». В числе прочих кораблей, и с учётом кораблестроительной программы 1895 года, предполагалось построить 6 крейсеров водоизмещением 5000-6000 тонн. Сразу после этого управляющий Морским министерством П. П. Тыртов поручил Морскому техническому комитету (МТК) разработать задание на проектирование новых кораблей.
Разрабатывая требования к дальнему разведчику специалисты МТК стремились получить крейсер, более сильный и быстроходный, чем аналогичные крейсера японского и британского флотов. В качестве наиболее серьёзного и вероятного противника рассматривались японские бронепалубные крейсера типа «Касаги». Проект этих крейсеров разрабатывался на основе крейсера «Такасаго», построенного для японского флота британской компанией «Армстронг». «Касаги» и его систершип «Читосэ» строились в США, имела нормальное водоизмещение 4760—4900 тонн (полное приближалось к 6000 тонн), скорость 22,5 узла и вооружались двумя 203-мм орудиями в оконечностях и десятью 120-мм орудиями в бортовых установках. Данные корабли считались наиболее боеспособными бронепалубными крейсерами японского флота и русский проект должен был их превзойти.
Согласно заданию новые крейсера должны были иметь скорость полного хода 23 узла, дальность плавания требовалась не менее 5000 миль 10-узловым ходом. Предусматривалось использование водотрубных котлов Белльвиля. Специалисты артиллерийского отдела МТК решили установить на крейсерах 12 152-мм орудий Канэ, считая, что в единицу времени они смогут выпустить больше металла, чем японские противники с их смешанным вооружением. 203-мм орудия признавались слишком тяжёлыми для крейсеров, а 120-мм слишком лёгкими. Кроме того требовалось установить 12 75-мм пушек и 8 47-мм пушек для отражения атак миноносцев. Предусматривалось шесть торпедных аппаратов.
Водоизмещение крейсеров ограничивалось по экономическим соображениям 6000 тонн, что при заданных параметрах по скорости, дальности и вооружению исключало установку бортового броневого пояса. Поэтому МТК счёл возможным ограничиться карапасной броневой палубой, не задав её конкретной толщины. Броневую палубу должны были дополнять бортовые угольные ямы и коффердамы. Защита личного состава полностью игнорировалась.

## Выбор проекта
Несмотря на определённые успехи отечественного судостроения, мощности российских верфей и заводов оказались недостаточны для удовлетворения экстренных нужд флота. Поэтому в 1898 году было решено передать часть заказов на военные корабли по программе 1898 года иностранным компаниям на конкурсной основе. Среди них оказались и три крейсера-дальних разведчика. Вместе с тем мощности отечественной промышленности были задействованы в недостаточной степени.

### Конкурс проектов крейсера в 6000 тонн

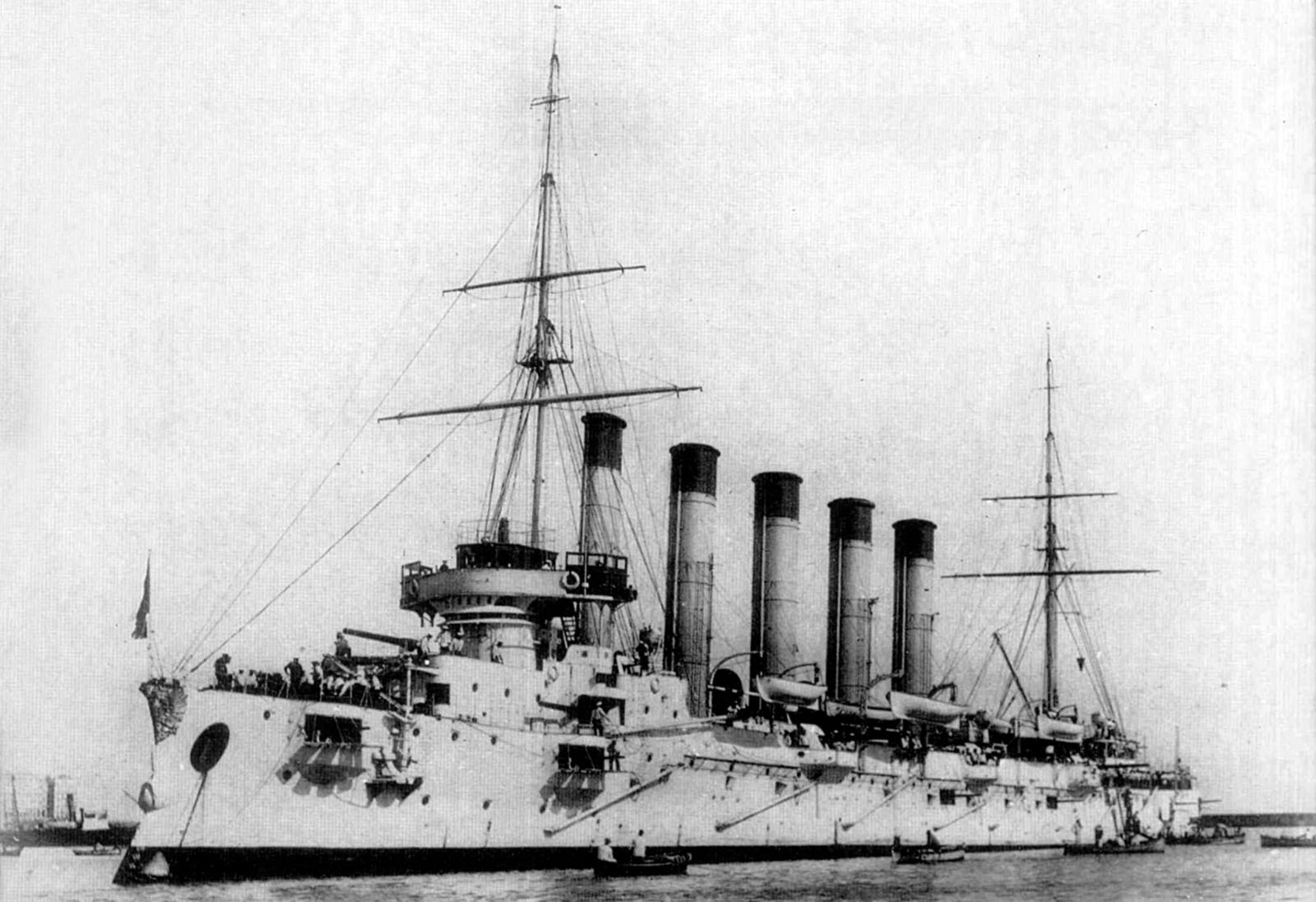
Крейсер «Аскольд» — проект официально победивший в конкурсе 1898 г.

Составленные в большой спешке «программы проектирования» были разосланы русским и иностранным заводам в апреле 1898 года. Определялись условия получения контракта при соответствии заданным характеристикам — срок постройки 28 месяцев и стоимость 4 миллиона рублей.
Срочность вынудила управляющего Морским министерством приказать конкурсной комиссии приступить к окончательному обсуждению не дожидаясь поступления всех проектов от заинтересованных производителей. В результате в конкурсе участвовали пять компаний — Невский завод, итальянская фирма «Ансальдо», немецкие «Германия», «Шихау» и «Говальдсверке». Хотя по огневой мощи и защите артиллерии лучшим был признан проект фирмы «Шихау», комиссия сочла, что наилучшим образом скомпонован в пределах отведённого водоизмещения проект фирмы «Германия» — филиала известного концерна «Крупп». Соответствующее решение было принято 3 июля 1898 года, а 27 июля 1898 года Николай II дал разрешение на заказ корабля. 4 августа 1898 года был заключён контракт с компанией «Германия» на постройку крейсера «Аскольд».
Кроме того, без всякого конкурса, 11 апреля 1898 года был заключён контракт с американской фирмой «Крамп» на постройку ещё одного крейсера водоизмещением 6000 тонн — будущего «Варяга». При этом Уильям Крамп не представил даже эскизного проекта и предложил Морскому министерству взять в качестве прототипа «Касаги», ранее построенный его компанией. Сам факт такого заказа объяснялся напористостью У. Крампа, сумевшему «уговорить» русских чиновников выдать ему два выгодных заказа.

### Проект фирмы «Вулкан»

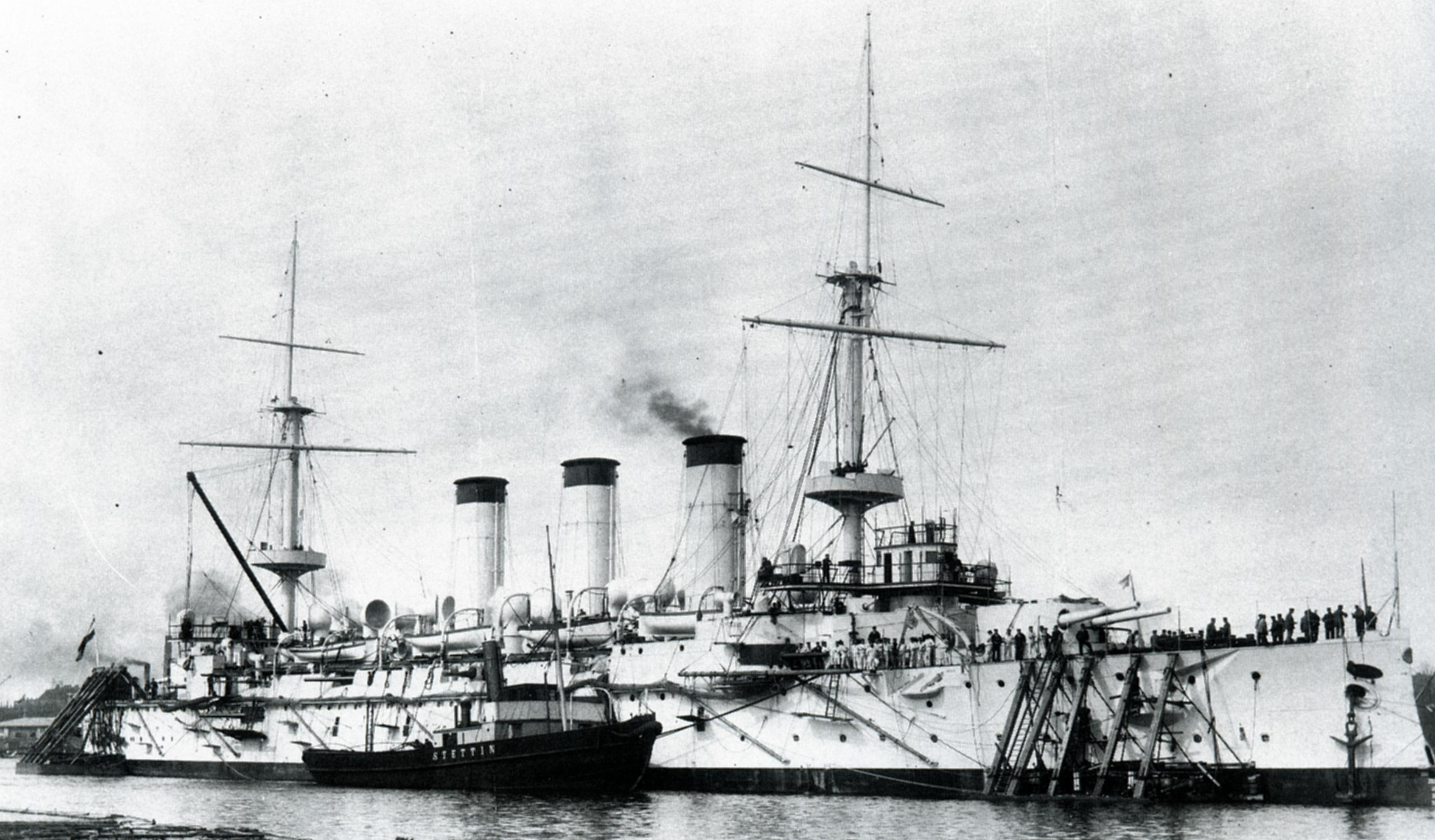
Броненосный крейсер «Якумо» — конструктивный прототип «Богатыря».

20 июля 1898 года, уже после подведения итогов конкурса, свой проект представила немецкая фирма «Вулкан». По своим основным конструктивным решениям проект представлял собой масштабно уменьшенный броненосный крейсер «Якумо», построенный «Вулканом» для японского флота. Сравнив этот проект с победителем конкурса, специалисты МТК пришли к выводу, что предложение фирмы «Вулкан» выглядит гораздо более привлекательным. Особенно значимой представлялась заметно более сильная броневая защита артиллерии и наличие утолщённых продольных переборок.
Хотя внешне проект очень напоминал «Якумо» и выглядел его уменьшенной копией, ограниченное водоизмещение не позволило установить броневой пояс и вынудило существенно ослабить как артиллерию, так и её защиту. Вместе с тем, требование скорости в 23 узла привело к установке более мощных машин, а также к уменьшению ширины корпуса и отказу от двойных бортов в оконечностях. В итоге, проект фирмы «Вулкан» был признан лучшим, с некоторыми оговорками, и 4 августа 1898 года был заключён контракт на постройку головного крейсера. Фирма обязалась сдать корабль через 24 месяца, без учёта времени на утверждение спецификаций и чертежей. Одновременно было достигнуто соглашение о передаче русской стороне технической документации для организации строительства крейсеров этого типа на отечественных верфях. Фактически соглашение было составлено не вполне адекватно, что потребовало заключить в конце 1899 года новый договор с «Вулканом» на передачу документации за дополнительную плату.
Технический проект был представлен на рассмотрение МТК 4 октября 1898 года. По итогам его изучения МТК высказал 110 замечаний и предложений. Особенно остро стал вопрос о типе котлов. Специалисты МТК настаивали на котлах системы Бельвиля, хорошо зарекомендовавших себя в российском флоте, однако немцы настойчиво предлагали установить на крейсере более лёгкие и компактные котлы Нормана. Несмотря на возражения МТК, временно управляющий Морским министерством вице-адмирал Ф. К. Авелан поддержал предложения фирмы. Доработка проекта продолжалась в течение всего 1899 года, даже после начала строительства крейсера «Богатырь» на верфи в Штеттине.

## Конструкция

### Корпус и архитектура

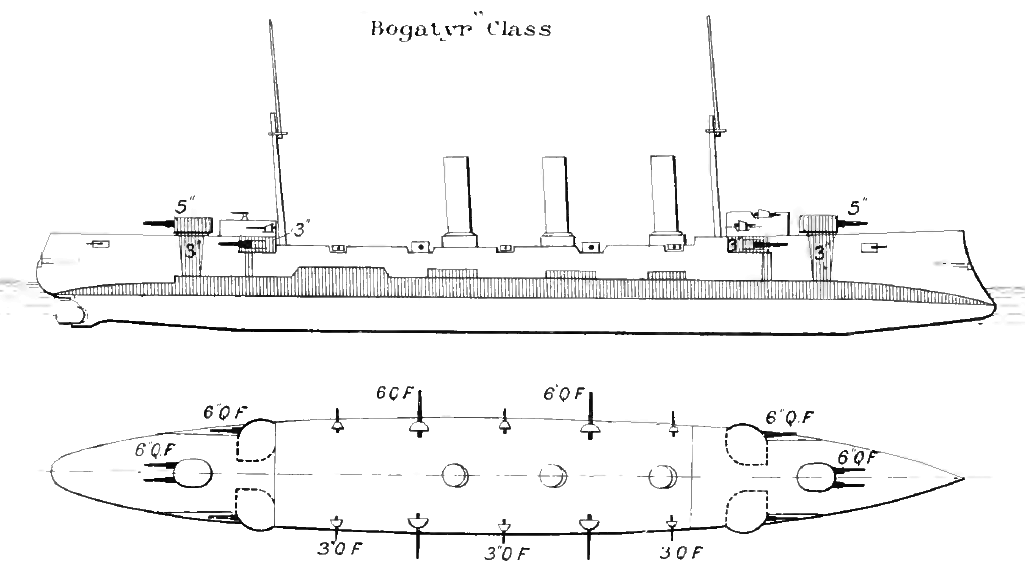
Крейсер «Богатырь». Схема.

Крейсера типа «Богатырь» были трёхтрубными, двухмачтовыми кораблями с развитыми полубаком и полуютом. Корпус собирался на заклёпках, по бракетной системе, из стальных листов и профилей. Вертикальный киль был водонепроницаемым на протяжении двойного дна и переходил в оконечностях к штевням литой конструкции. В носу устанавливался форштевень с тараном, в корме ахтерштевень. По обеим сторонам киля устанавливалось по пять стрингеров, а в районе машинных отделений по шесть. Между ними устанавливались шпангоуты со шпацией 1 м. К набору присоединялись листы обшивки, которые крепились внахлёст по горизонтали и впритык по вертикали.
Крейсера имели три сплошные металлические палубы, уложенные на бимсы. Высота межпалубного пространства составляла 1,98 м. Верхняя палуба покрывалась тиком, остальные линолеумом. Для обеспечения непотопляемости корпус имел 16 водонепроницаемых переборок, которые делили его на 17 водонепроницаемых отсеков. Вдоль борта на уровне ватерлинии были устроены коффердамы. Их предполагалось наполнить целлюлозой, но отрицательные отзывы о применении этого материала заставили отказаться от целлюлозы и крейсера несли службу с пустыми коффердамами. Угольные ямы также располагались у бортов, как над, так и под броневой палубой и служили дополнительной защитой.
Корпус трижды прокрашивался снаружи и изнутри, а подводная часть ещё и покрывалась специальным составом для защиты от коррозии и обрастания. Общая масса корпуса вместе с бронёй составляла 3490 т, его стоимость оценивалась в 2 532 510 рублей. Для соединения корпусных конструкций было израсходовано 1 823 000 заклёпок.

### Бронирование
Броневая палуба являлась главной защитой кораблей. Она носила название карапасной, так как по форме напоминала корпус черепахи. Горизонтальный участок палубы понимался над ватерлинией на 75 см и опускался к бортам под углом 34° на 135 см под ватерлинией. Также палуба опускалась к носу и корме крейсера. Броневые плиты укладывались на водонепроницаемую стальную рубашку и скреплялись болтами. Для палубной брони использовали экстрамягкую никелевую сталь Ижорского завода, которая при попаданиях снарядов под небольшим углом, не раскалывалась, а образовывала впадину. Боковые стенки (гласисы), прикрывающие приподнятую часть палубы над машинным отделением имели толщину 85 мм; котельные кожухи (дымоходы) — 30 мм. Боевая рубка — 140 мм, кормовой траверз, защищающий вход в рубку — 100 мм; труба защиты кабелей и приводов из рубки в центральный пост — 70 мм. Башни — стены 125 мм и 90 мм крыша, их подачные трубы — 73 и 51 мм. Элеваторы подачи боеприпасов — 35 мм. Броневые щиты бортовых орудий — 25 мм.

### Артиллерийское вооружение

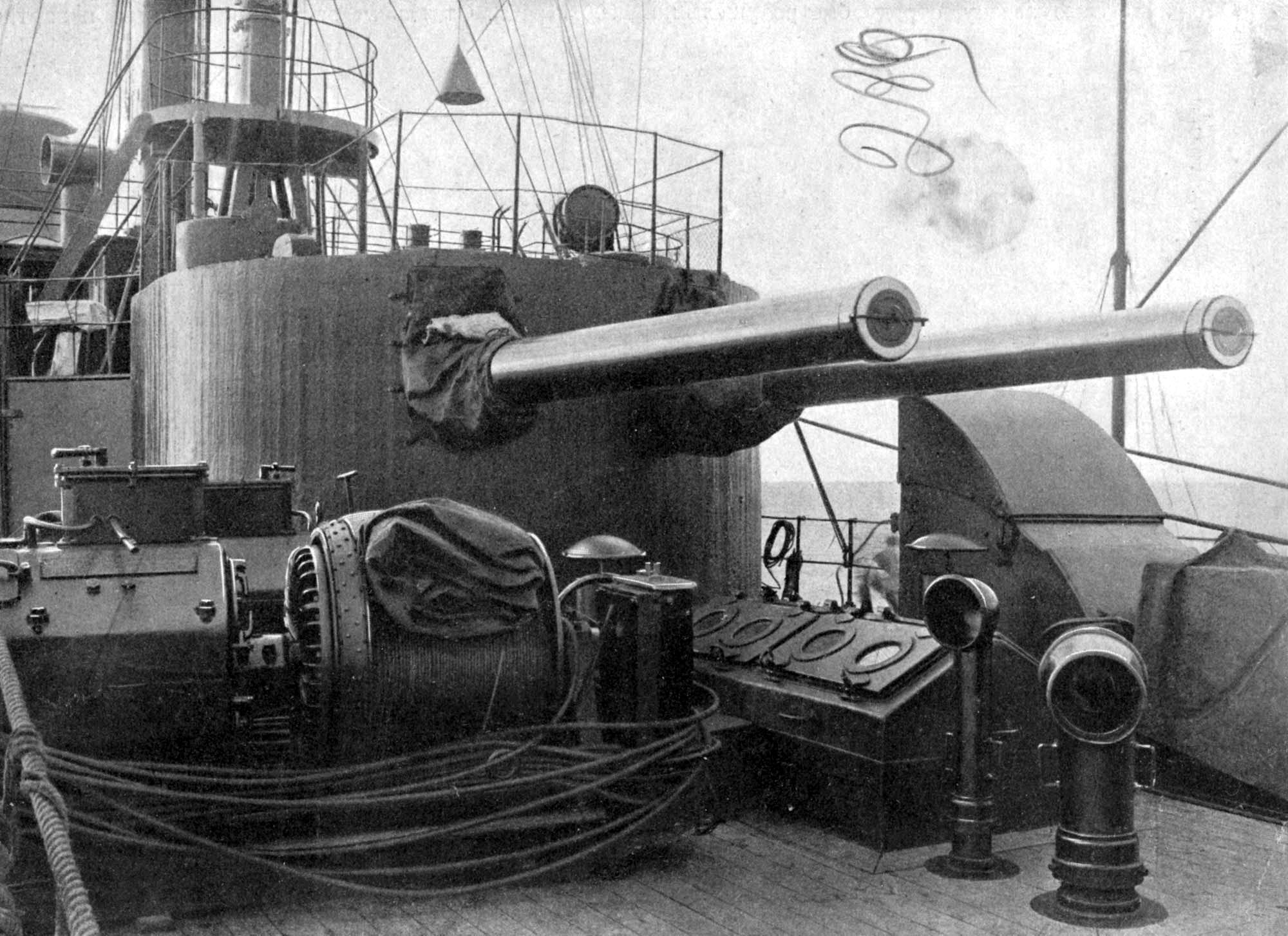
Башенная установка 152-мм орудий на крейсере «Олег».

Почти всё артиллерийское вооружение крейсеров имело французское происхождение и выпускалось в России по лицензиям. В 1892 году, ориентируясь на опыт французского флота, специалисты артиллерийского отдела МТК пришли к выводу о необходимости перехода на облегчённые орудия и снаряды. Считалось, что это позволит увеличить начальные скорости снарядов, повысить настильность и меткость на малых и средних дистанциях, на которых тогда и предполагали сражаться. Кроме того рассчитывали сэкономить на стоимости орудий и снарядов. В результате, русские снаряды стали заметно легче. Так до 1892 года 152-мм снаряд весил 55,4 кг, то после 1892 года его вес составил лишь 41,4 кг. Стремление к всемерной экономии давало определённые финансовые результаты — 152-мм орудие с боекомплектом было на 2,2 тонны легче и стоило на 11,7 % меньше. Также из стремления к экономии приняли на вооружение 152-мм снаряды с толстыми стенками, где коэффициент снаряжения взрывчатым веществом равнялся лишь 3,5 %, а на практике был ещё ниже. Снаряды снаряжались взрывателями Бринка, которые давали большой процент невзорвавшихся снарядов. В целом, эти решения артиллерийского отдела МТК считаются экспертами полностью ошибочными.
В качестве главного калибра новых крейсеров МТК выбрал 152-мм орудие системы Канэ. Сконструированное во Франции Густавом Канэ, оно произвело в 1891 году прекрасное впечатление на русскую военную делегацию и после закупки соответствующей лицензии было принято в [1892 году на вооружение российского флота.
В полигонных условиях, при патронном заряжании, удавалось добиться скорострельности до 10 выстрелов в минуту. На практике скорострельность составляла 6 — 7 выстрелов в минуту. Поскольку вес унитарного патрона был слишком велик, с 1901 года российский флот перешёл на раздельное заряжание. Орудие было в целом вполне современным, но в ходе русско-японской войны выявился ряд его недостатков. В частности, слабым оказался подъёмный механизм, ломались подъёмные дуги, выходили из строя накатники.

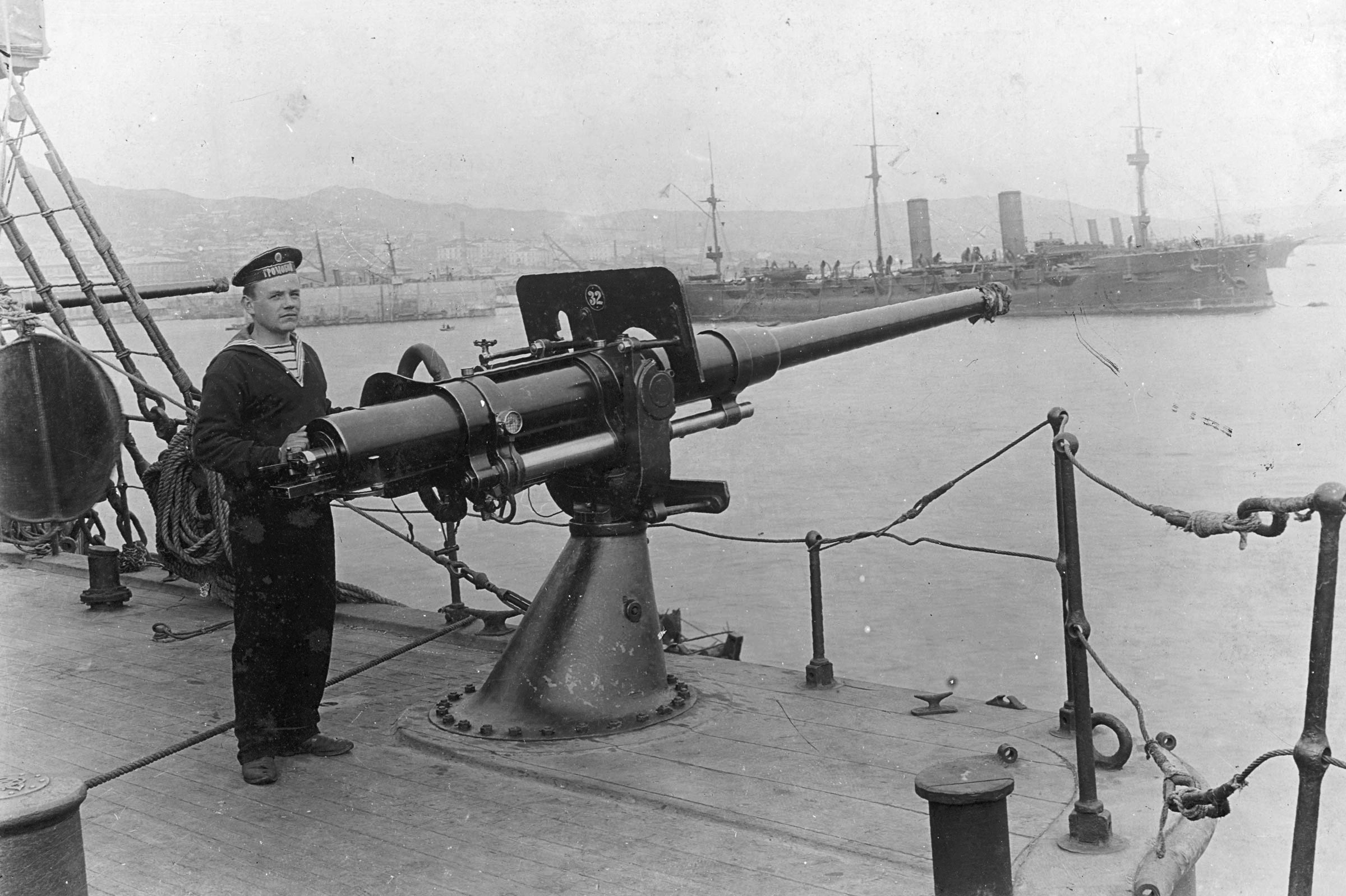
75-мм орудие Канэ.

Крейсера типа «Богатырь» несли по 12 152-мм орудий, боезапас включал в себя 180 выстрелов на ствол — то есть в сумме до 2160 снарядов и зарядов. Пушки размещались в двух двухорудийных башнях в оконечностях корабля, четырёх одноорудийных казематах по бортам, сдвинутых к оконечностям, а также в четырёх палубных установках за щитами. Распределение артиллерии обеспечивало огонь четырёх орудий на нос и корму, на борт могли вести огонь восемь 152-мм стволов. Формально, по последнему показателю «Богатыри» имели превосходство над «Варягом» и «Аскольдом» и это было важным аргументом в их пользу, но на практике всё оказалось иначе.
Башни, изготовленные Металлическим заводом, имели электрический и ручной привод и должны были обеспечить массирование огня в нужном направлении. На практике они оказались тесными и ненадёжными, легко заклинивались. При интенсивной стрельбе концентрация пороховых газов в башнях достигала опасного для персонала уровня. В результате, скорострельность башенных орудий оказалась в 1,7 раза ниже, чем у палубных и казематных — лишь 3 выстрела в минуту на ствол. Кроме того, башенные орудия имели различия в наведении с остальными, что мешало централизованному управлению огнём. В итоге, то, что виделось преимуществом проекта, стало его недостатком.
Противоминный калибр крейсеров был представлен 75-мм орудиями разработки Канэ. 12 таких пушек были открыто установлены на верхней палубе, полубаке, полуюте и мостике. Расположение этих орудий вперемежку с 152-мм, затрудняло управление огнём. На 75-мм артиллерию возлагалась прежде всего задача борьбы с миноносцами противника, но реалии боевых действий ясно показали, что 75-мм калибр слишком мал, чтобы эффективно поражать серьёзно выросшие в размерах миноносцы и контрминоносцы. Положение усугублялось тем, что к этим орудиям имелся лишь бронебойный снаряд.
| Калибр, мм                         | 152         | 75        | 47    |
| Длина ствола в калибрах            | 45          | 50        | 43,5  |
| Масса орудия, кг                   | 5815 — 6290 | 879 — 910 | 235,5 |
| Начальная скорость снаряда, м/с    | 792,5       | 823       | 701   |
| Максимальная дальность стрельбы, м | 10 970      | 7869      | 4575  |
| Масса снаряда, кг                  | 41,4        | 4,9       | 1,5   |
| Скорострельность, выстр./мин       | 6           | 10        | 20    |

### Минно-торпедное вооружение
Хотя характеристики торпедного оружия конца XIX века оставляли желать много лучшего, вооружение крупных кораблей торпедными аппаратами рассматривалось как необходимая мера для самообороны, а также для быстрого потопления повреждённых неприятельских кораблей. Исходным проектом предусматривалось установить на крейсерах четыре торпедных аппарата — по два надводных и подводных. В конечном счёте полный комплект торпедных аппаратов получил лишь «Богатырь», остальные крейсера имели только два подводных торпедных аппарата, установленных в специальном отделении под броневой палубой. Боекомплект составлял по две торпеды на каждый аппарат. В соответствии с тогдашней терминологией они именовались самодвижущимися минами Уайтхеда. Использовались торпеды образца 1898 года. Они имели следующие характеристики: калибр — 381 мм; длина — 5,18 м; масса — 430 кг; заряд — 64 кг пироксилина; дальность хода — 550 м на скорости 28,5 узлов и 915 м на скорости 25 узлов.

### Энергетическая установка
На крейсерах типа «Богатырь» устанавливались 16 тонкотрубных котлов Норманна, (все котлы были с угольным отоплением), с общей поверхностью нагрева 4600 м², вырабатывающие пар с рабочим давлением 18 атм. Они принадлежали к типу треугольных, с трубками малого диаметра, и располагались в трёх котельных отделениях: в носовом — четыре котла с топками по ходу, в среднем и кормовом — по 6 котлов топками к борту.
Силовая установка судов состояла из двух четырёхцилиндровых машин тройного расширения, каждая номинальной мощностью 9750 лошадиных сил. Это должно было обеспечивать проектную максимальную скорость 23 узла (43 км / ч). Запас топлива составлял до 1220 тонн угля, запас котельной воды — 280 тонн. Крейсера этого типа имели расчётную дальность 4900 миль на ходу 10 узлов. На крейсерах было четыре паровых генератора, которые производили ток напряжением 105 вольт, на «Богатыре» они размещались в одном отсеке, на остальных в двух отсеках по два.
Крейсера оснащались двумя трёхлопастными бронзовыми гребными винтами диаметром 4900 мм и шагом 5700 мм, конструкция которых позволяла изменять шаг винта, устанавливая другие лопасти.

### Экипаж
По табелю комплектации 1904 года, в экипаж крейсеров должны были входить: 2 штаб-офицера (капитаны I и II рангов); 11 обер-офицеров (мичманы и лейтенанты); 4 инженер-механика; 6 медиков и баталёров; 1 старший боцман и 7 кондукторов; 551 унтер-офицер и матрос. Фактически комплектация и численность команды на крейсерах серии несколько отличалась.
Офицеры крейсеров размещались в одно- и двухместных каютах, питались в кают-компании. Командиры крейсеров имели свои помещения в корме — спальню, салон, столовую и кабинет. Кроме того, командир располагал собственным винным погребом, а его вестовой имел отдельную каюту. Команда размещалась в жилой палубе. На ночь здесь развешивались койки-гамаки, после побудки они сворачивались и помещались в коечные сетки. Питание матросов производилось по бачковой системе, применявшейся ещё в парусном флоте, для этого имелись подвесные столы. Кроме того, на крейсерах могли быть и вольнонаёмные служащие. Так, на крейсере «Олег», входившем в состав Второй тихоокеанской эскадры, имелись двое вольнонаёмных — ресторатор и офицерский повар.

## Служба
| Крейсера типа «Богатырь» | Крейсера типа «Богатырь»        | Крейсера типа «Богатырь»                                                    | Крейсера типа «Богатырь»                                                 | Крейсера типа «Богатырь»                                             | Крейсера типа «Богатырь»            |
| Представитель            | «Богатырь»                      | «Витязь»                                                                    | «Олег»                                                                   | «Кагул»                                                              | «Очаков»                            |
| ------------------------ | ------------------------------- | --------------------------------------------------------------------------- | ------------------------------------------------------------------------ | -------------------------------------------------------------------- | ----------------------------------- |
| Дата закладки            | 9 декабря 1899 года             | 21 октября 1900 года                                                        | 6 июля 1902 года                                                         | 23 августа 1901 года                                                 | 27 февраля 1901 года                |
| Дата спуска на воду      | 17 января 1901 года             |                                                                             | 14 августа 1903 года                                                     | 20 мая 1902 года                                                     | 21 сентября 1902 года               |
| Дата ввода в строй       | 7 августа 1902 года             |                                                                             | 12 октября 1904 год                                                      | 1905 год                                                             | 10 июня 1909 года                   |
| Судьба                   | 1 июля 1922 года продан на слом | 1 июня 1901 года сгорел на стапеле и 1 июля 1901 года снят со строительства | 18 июля 1919 года потоплен британским торпедным катером в Финском заливе | 10 октября 1942 года затоплен в качестве волнолома в устье реки Хопи | 28 октября 1929 года продан на слом |

### «Богатырь»

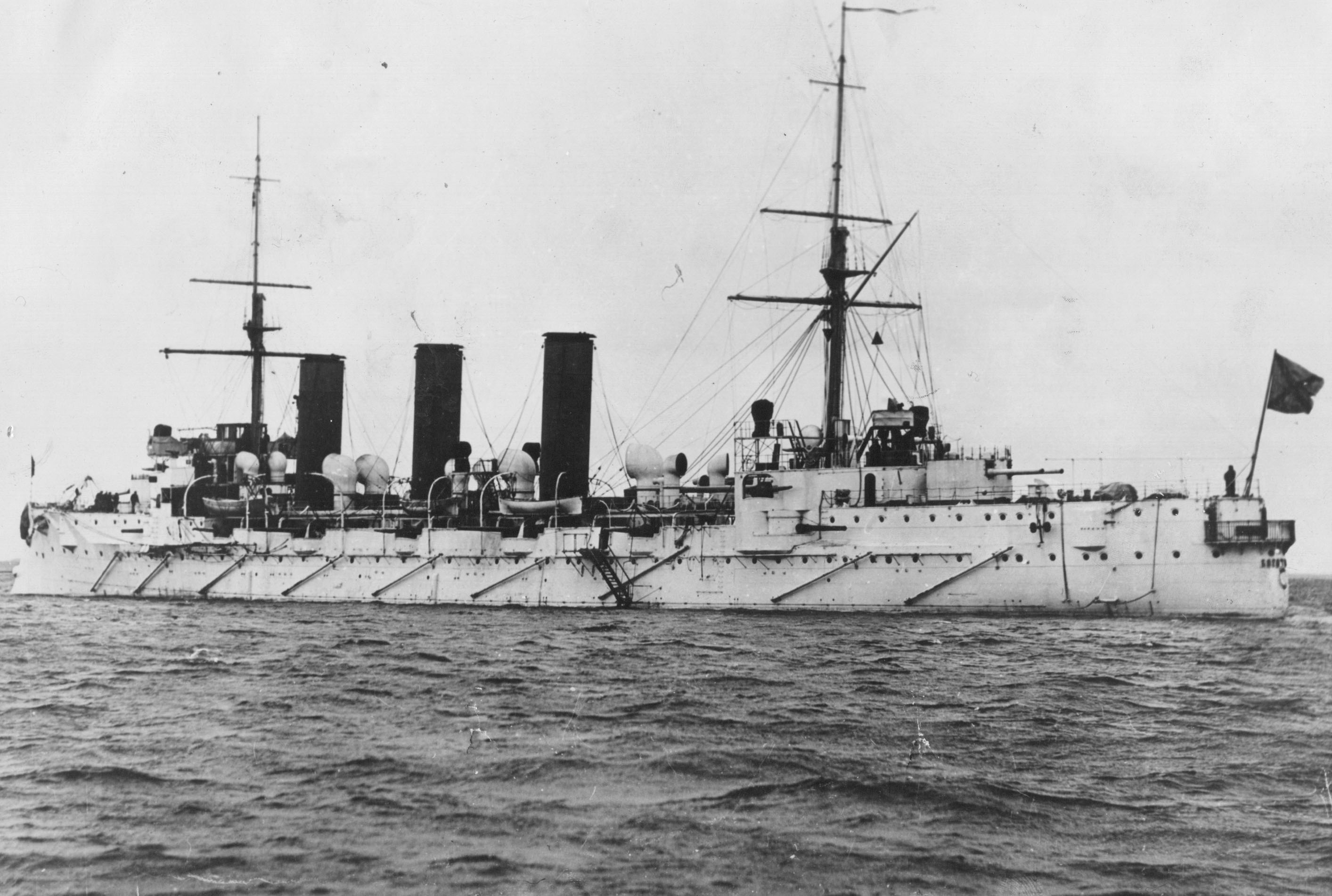
Крейсер «Богатырь» на Дальнем Востоке.

Крейсер «Богатырь» был торжественно заложен на верфи фирмы «Вулкан» в Штеттине 9 декабря 1899 года, хотя фактически его постройка началась раньше. Строительство сдерживалось многочисленными согласованиями проекта между строителем и МТК. Крейсер был спущен на воду 17 января 1901 года. В ноябре 1901 года проводились заводские испытания машин, но окончательную сдачу крейсера задержала неготовность башен, которые должны были изготовляться в России, но монтироваться в Германии. Сдаточные испытания прошли только в июне 1902 года в Данцигской бухте, крейсер при этом показал среднюю скорость 23,55 узла. С кораблём ознакомился и император Германии Вильгельм II, назвавший «Богатырь» лучшим кораблём, построенным за границей для российского флота. 24 сентября 1902 года крейсер прибыл в Кронштадт.
13 ноября 1902 года «Богатырь» отбыл на Дальний Восток в составе отряда кораблей под командованием контр-адмирала Э. А. Штакельберга. В ходе перехода крейсер показал себя превосходно, в отличие от других кораблей отряда, и 9 мая 1903 года прибыл в Порт-Артур в совершенно исправном состоянии. Солидное бронирование корабля вероятно послужило основанием для включение его в отделявшийся от Первой Тихоокеанской эскадры Владивостокский отряд крейсеров. 24 сентября 1903 года «Богатырь» покинул Порт-Артур.
В ходе начавшейся русско-японской войны «Богатырь» действовал в составе Владивостокского отряда и вместе с другими крейсерами совершил в январе — апреле 1904 года три похода с целью нарушения японских коммуникаций, не давших серьёзных результатов. 2 мая 1904 года командир отряда крейсеров контр-адмирал П.А. Безобразов отправился на «Богатыре» инспектировать состояние обороны в заливе Посьет. Следуя в тумане, с опасной для таких условий скоростью, крейсер налетел на скалы у мыса Брюса. Борьба за спасение крейсера продлилась весь месяц и лишь 1 июня 1904 года корабль сняли со скалы и перевели во Владивосток. Ремонт в условиях Владивостокского порта оказался затруднительным и продолжался с перерывами более года. «Богатырь» вышел в море лишь 5 сентября 1905 года, уже после окончания войны.

### «Витязь»

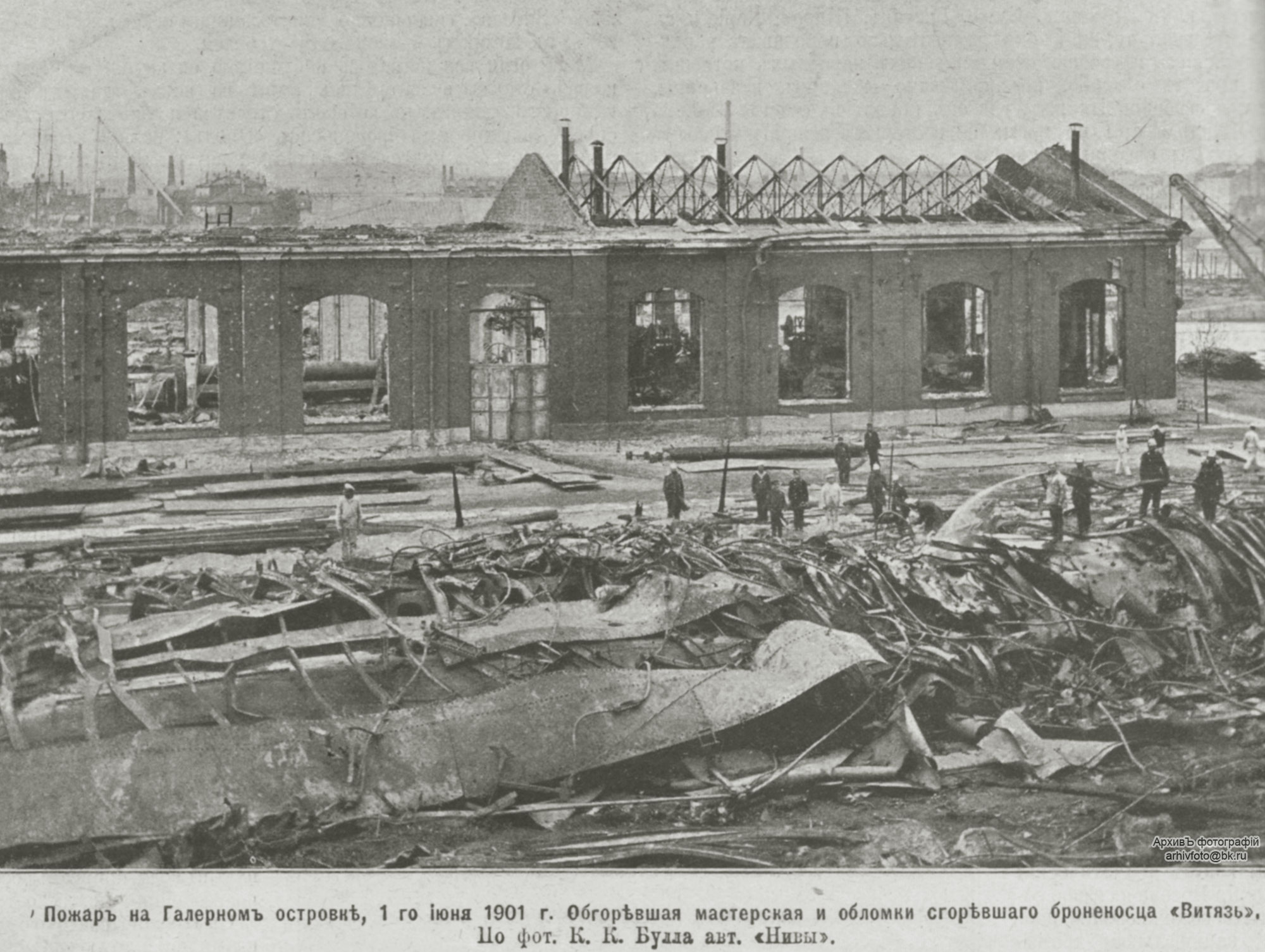
Корпус крейсера «Витязь» после пожара. Июнь 1901 г.

«Витязь» должен был стать первым крейсером типа «Богатырь», построенным в России. Заказ на строительство Адмиралтейству Галерного островка был выдан 9 января 1900 года. Строителем корабля был назначен А. И. Мустафин, который до этого руководил постройкой бронепалубных крейсеров «Диана» и «Паллада». Перевод чертежей из метрической системы мер в русскую, а также согласования с фирмой «Вулкан» необходимых исправлений проекта заняло немалое время и лишь в сентябре 1900 года из Германии были получены последние чертежи. МТК поручил А. И. Мустафину произвести вычисления основных параметров крейсера, после чего выяснилось, что водоизмещение корабля составит 6781 тонны, что было на 400 тонн больше, чем у исходного проекта.
Фактическая закладка «Витязя» состоялась 21 октября 1900 года, когда на стапеле были выставлены первые листы днищевых конструкций. К 1 января 1901 года степень готовности корпуса составила 3 %. Название «Витязь» корабль получил 21 апреля 1901 года. 4 мая 1901 года крейсер «Витязь» был официально принят в состав флота и причислен к 18-му флотскому экипажу. 23 мая 1901 года состоялась официальная церемония закладки корабля с участием великого князя Алексея Александровича. К 1 июня 1901 года степень готовности корпуса составляла 10 %.
Пожар в деревянном эллинге начался во второй половине дня 1 июня 1901 года. Причиной возгорания стало несоблюдение элементарных правил пожарной безопасности. В стоявшем на носу крейсера горне рабочие развели с помощью коксующегося угля огонь, когда неожиданно горн опрокинулся и упал вниз, засыпав деревянные леса горящим коксом. В силу наличия большого количества горючих материалов в эллинге пожар охватил всё строение уже через 10 минут. Рабочие в панике разбежались. В Санкт-Петербурге объявили сбор всех пожарных частей, но несмотря на все принятые меры, спасти корпус «Витязя» не удалось. С трудом удалось отвести угрозу от строящегося неподалёку броненосца «Орёл». Пожар локализовали только к 17 часам 1 июня 1901 года. Огонь уничтожил эллинг № 2 вместе с корпусом «Витязя», ряд других строений. Погиб один человек — клепальщик, который работал внутри секции двойного дна корабля и не смог оттуда выбраться без помощи бросивших его остальных работников верфи. Общий ущерб составил 1100 тысяч рублей. 14 июня 1901 года крейсер «Витязь» был официально исключён из списков флота.

### «Олег»

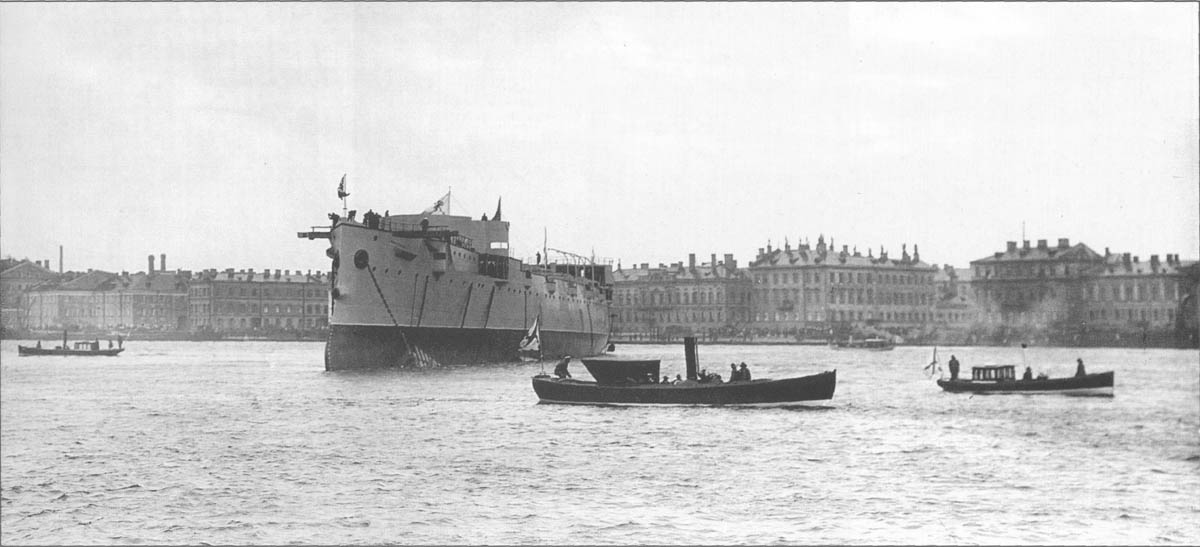
Крейсер «Олег» спущен на воду. 14 августа 1903 г.

Решение о строительстве крейсера «Олег», взамен погибшего на стапеле «Витязя», было принято уже 9 июня 1901 года. Управляющий Морским министерство предписал начать постройку крейсера в каменном эллинге Нового Адмиралтейства сразу после спуска из него на воду эскадренного броненосца «Бородино». Всё заказанное для «Витязя» оборудование должно было быть направлено на это строительство. Фактическая закладка корабля состоялась 1 ноября 1901 года, официальная церемония закладки прошла 6 июля 1902 года с участием Николая II. В ходе строительства был внесён ряд изменений в проект, что увеличило водоизмещение с 6250 тонн до 6440 тонн. 14 августа 1903 года «Олег» был спущен на воду.
Согласно существовавшим планам его планировали представить на испытания через год и ещё через год отправить на Дальний Восток. Однако русско-японская война вызвала изменения в предвоенных планах и были выделены средства на ускоренную достройку ряда кораблей, включая «Олег». 22 августа 1904 года крейсер впервые вышел в море и прибыл в Кронштадт. Испытания «Олега» затянулись до октября 1904 года, при этом крейсер смог развить скорость не более 20,6 узла, а испытания на остойчивость не проводились вообще в связи со спешкой.

### «Кагул»

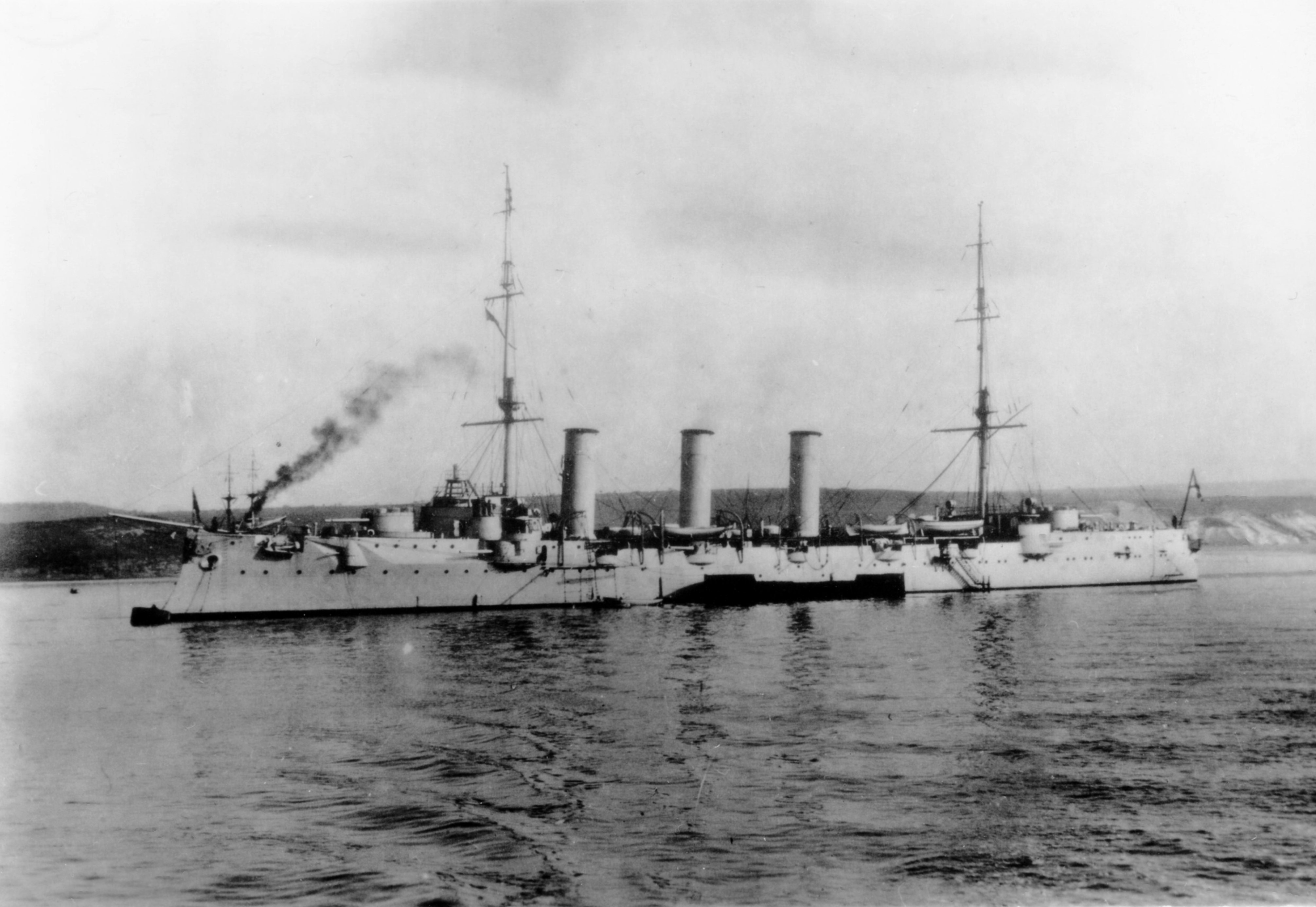
Крейсер «Память Меркурия». 1914 г.

Крейсер «Кагул» был заложен 14 марта 1901 года в крытом эллинге № 7 Николаевского адмиралтейства, а официальная закладка состоялась 23 августа 1901 года. На воду крейсер спустили 20 мая 1903 года. Формально «Кагул» вступил в строй в 1905 году, но его испытания реально завершились лишь в августе 1907 года. При этом крейсер развил скорость 24,75 узла, но палубная артиллерия на нём не была установлена. 25 марта 1907 года «Кагул» переименовали в «Память Меркурия». С 6 октября 1913 года по 1 мая 1914 года «Память Меркурия» прошёл капитальный ремонт в Севастополе. В ходе ремонта было изменено вооружение — 10 75-мм орудий снято, вместо них установлено 4 152-мм орудия.
В составе Черноморского флота принял участие в Первой мировой войне. За 33 месяца крейсер выходил в море 82 раза, 10 раз вступал в бои с противником. С сентября 1917 года базировался в Одессе.

### «Очаков»

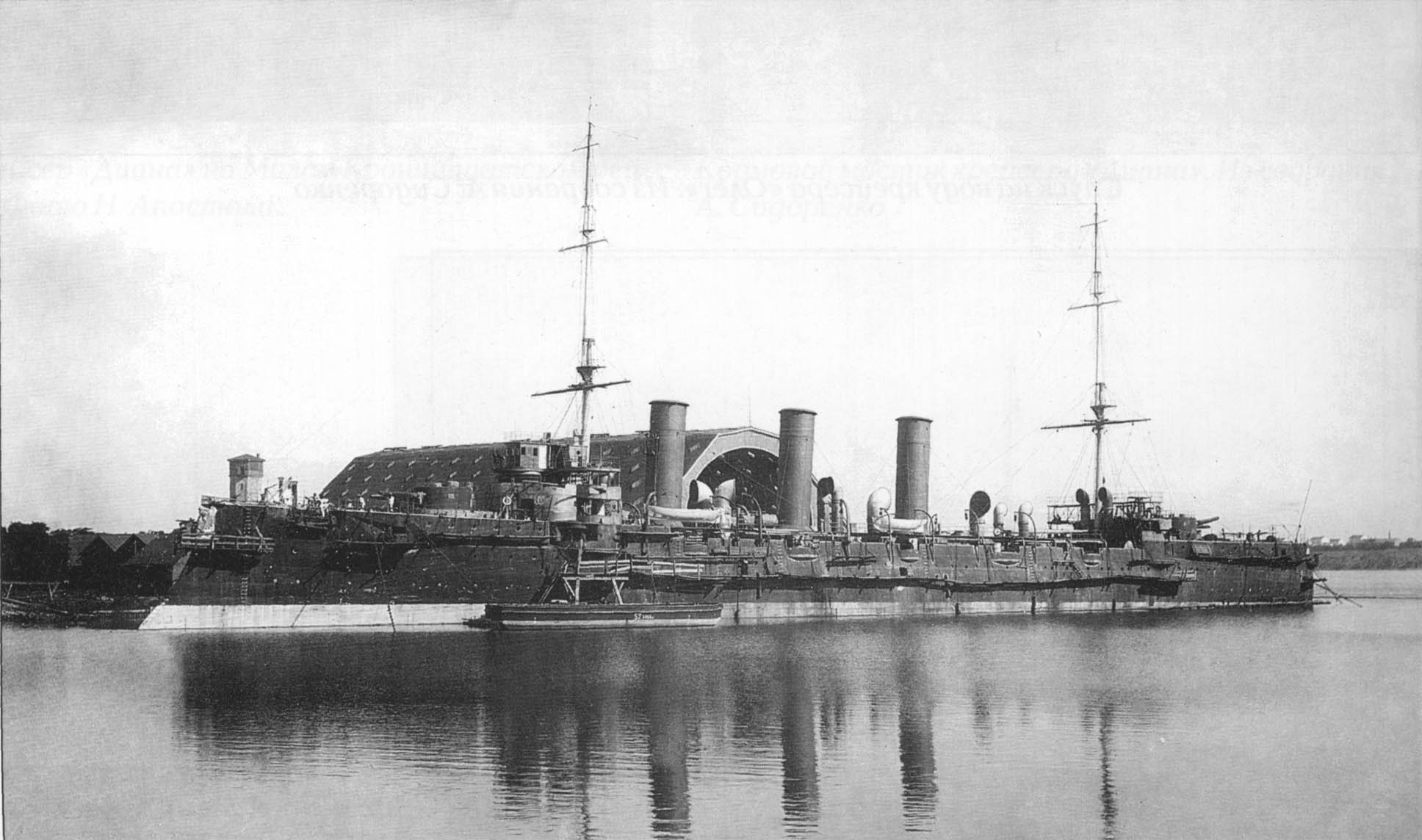
Крейсер «Очаков» в достройке.

Крейсер «Очаков» был заложен 27 февраля 1901 года на стапеле Лазаревского адмиралтейства в Севастополе. Официальная церемония закладки прошла 13 августа 1901 года. Первоначально строительство крейсера велось быстро и 21 сентября 1902 года он был спущен на воду. В дальнейшем возникло множество задержек в связи с изменениями в конструкции и задержками поставок практически всеми контрагентами. В сентябре 1905 года «Очаков» вышел на испытания. 13 ноября 1905 года на крейсере взбунтовалась команда и приняла активное участие в Севастопольском восстании. 14 ноября 1905 года на «Очаков» прибыл лейтенант П. П. Шмидт, который возглавил восстание. 15 ноября 1905 года восставшим был предъявлен ультиматум, ими отвергнутый, после чего крейсер был подвергнут полуторачасовому обстрелу с кораблей и береговых батарей, верных правительству. Корабль получил 52 попадания и загорелся, успев сам выпустить 5 — 6 снарядов. Пожар продолжался двое суток.
Восстановление крейсера заняло четыре года, причём 25 марта 1907 года он был переименован в «Кагул». Крейсер вступил в строй 10 июня 1909 года, но доработки продолжались и в 1910 году.

## Оценка проекта
В результате реализации программы 1898 года российский флот получил крупные бронепалубные крейсера трёх разных проектов. «Варяг», «Аскольд» и «Богатырь» имели близкое водоизмещение, на испытаниях показали сопоставимую скорость хода. При этом, «Аскольд» и «Богатырь» показали себя на службе весьма надёжными кораблями, в то время как «Варяг» постоянно имел серьёзные проблемы с машинами и котлами. Три «богини» безнадежно уступали по всем характеристикам крейсерам 1 ранга программы 1898 года, что затрудняло их совместное использование.
Крейсера несли одинаковое вооружение, различие заключалось в броневой защите артиллерии и её расположении. На «Варяге» орудия не имели никакой защиты, на борт могло стрелять шесть 152-мм стволов. В единственном бою корабля это привело к большим потерям среди артиллерийской прислуги. «Аскольд» имел семь орудий главного калибра в бортовом залпе, все пушки были прикрыты щитами. «Богатырь» в этом плане выглядел лучше всех, поскольку две трети 152-мм орудий находились в башнях и казематах, остальные прикрывались щитами, на борт могло стрелять восемь стволов. На практике проблемы с башнями привели к тому, что по мощи минутного бортового залпа «Богатырь» находился на уровне «Варяга», но на момент заказа крейсера об этом ещё не знали и приняли естественное решение размножить немецкий проект с помощью отечественной промышленности.
В целом, по совокупности боевых качеств, «Богатырь» был действительно лучшим бронепалубным крейсером 1-го ранга в российском флоте. Следует впрочем отметить, что заявленным характеристикам соответствовал лишь головной крейсер серии, «богатыри» отечественной постройки оказались перегруженными, менее скоростными и не слишком надёжными. Тем не менее, превосходство в броневой защите оставалось значимым — в Цусимском сражении «Олег» получил большее количество попаданий, чем «Аврора», больше чем «Варяг» во время своего боя, но понёс заметно меньшие потери в личном составе.
Размеры крейсеров обеспечивали им хорошую мореходность, особенно важную для Тихого океана, а в годы Первой мировой войны позволяли применять эти корабли в качестве быстроходных минных заградителей. Немаловажную роль играл и солидный внешний вид, который способствовал успешной демонстрации российского флага.
| Водоизмещение, т                             | 6604                                                      | 6000                                                      | 6611                                                                      |
| Вооружение                                   | 12 × 152-мм/45, 12 × 75-мм/50, 8 × 47-мм/43, 2 × 37-мм/23 | 12 × 152-мм/45, 12 × 75-мм/50, 8 × 47-мм/43, 2 × 37-мм/23 | 12 × 152-мм/45, 12 × 75-мм/50, 8 × 47-мм/43, 2 × 37-мм/23                 |
| Бронирование, мм                             | палуба — 38-76, рубка — 152                               | палуба — 40-75, щиты орудий — 25, рубка — 150             | палуба — 35-70, башни — 125, казематы — 80, щиты орудий — 25, рубка — 140 |
| Энергетическая установка, л. с.              | 15 925                                                    | 19 000                                                    | 19 500                                                                    |
| Максимальная скорость, уз.                   | 23,2                                                      | 23,5                                                      | 23,55                                                                     |
| Дальность плавания экономическим ходом, мили | 3682                                                      | 4300                                                      | 4900                                                                      |

Достаточно хорошо «Богатырь» смотрелся и на фоне аналогичных крейсеров вероятных противников — Японии и Великобритании. Японские одноклассники «Такасаго», «Касаги», «Читосэ» «Богатырь» превосходил как в броневой защите, так и в вооружении. Хотя японские крейсера формально имели примерно равную скорость, фактически они отставали от русского крейсера на два узла. Ещё большим было превосходство русского крейсера над малыми японскими крейсерами, такими как «Ёсино», «Цусима», «Отова».
Сравнение с современными «Богатырю» британскими бронепалубными крейсерами 2-го класса, такими как «Эррогант», «Хайфлайер», «Челленджер», показывает, что по основным характеристикам британцы не превосходили, а чём-то и уступали «богатырям», например в скорости. Следует впрочем отметить, что британские крейсера были очень надёжны, чем не отличались систершипы «Богатыря» русской постройки. Строительство Россией большого количества шеститысячников, превосходство шеститысячников над уже построенными британскими крейсерами 2-го класса и превосходство «богатырей» над очень удачными, но построенными на десять лет раньше «Эдгарами» вынудили британцев построить контр-рейдеры — броненосные крейсера типа «Кент». По большинству характеристик «Богатырь» превосходил и сопоставимые французские крейсера «Шаторено» и «Гишен». Прочие морские державы крейсеров такого класса не строили.
| «Касаги» | «Такасаго» | «Хайфлайер» | «Шаторено» |

| Сравнительные ТТХ «Богатыря» и его иностранных аналогов | Сравнительные ТТХ «Богатыря» и его иностранных аналогов                   | Сравнительные ТТХ «Богатыря» и его иностранных аналогов | Сравнительные ТТХ «Богатыря» и его иностранных аналогов | Сравнительные ТТХ «Богатыря» и его иностранных аналогов | Сравнительные ТТХ «Богатыря» и его иностранных аналогов         |
| Представитель                                           | «Богатырь»                                                                | «Касаги»                                                | «Такасаго»                                              | «Хайфлайер»                                             | «Шаторено»                                                      |
| ------------------------------------------------------- | ------------------------------------------------------------------------- | ------------------------------------------------------- | ------------------------------------------------------- | ------------------------------------------------------- | --------------------------------------------------------------- |
| Страна                                                  | Российская империя                                                        | Япония                                                  | Япония                                                  | Великобритания                                          | Франция                                                         |
| Год спуска на воду                                      | 1901                                                                      | 1898                                                    | 1898                                                    | 1898                                                    | 1898                                                            |
| Водоизмещение (нормальное), т                           | 6611                                                                      | 5598                                                    | 5260                                                    | 5781                                                    | 8025                                                            |
| Вооружение                                              | 12×152 мм, 12×75 мм, 8×47 мм, 2×37 мм                                     | 2×203 мм, 10×120 мм, 12×76 мм, 6×42 мм                  | 2×203 мм, 10×120 мм, 12×76 мм, 6×42 мм                  | 11×152 мм, 9×76 мм, 6×47 мм                             | 2×164 мм, 6×138 мм, 10×47 мм, 5×37 мм                           |
| Бронирование, мм                                        | палуба — 35-70, башни — 125, казематы — 80, щиты орудий — 25, рубка — 140 | палуба — 63-114, щиты орудий — 63-114, рубка — 114      | палуба — 63-114, щиты орудий — 63-114, рубка — 114      | палуба — 37-76, щиты орудий — 76, рубка — 152           | палуба — 40-100, казематы —40-60, щиты орудий — 55, рубка — 160 |
| Энергетическая установка, л. с.                         | 19 500                                                                    | 13 492                                                  | 15 500                                                  | 10 264                                                  | 24 964                                                          |
| Максимальная скорость, уз.                              | 23,55                                                                     | 22,5                                                    | 22,5                                                    | 20,5                                                    | 24                                                              |

Уже в ходе строительства резкой критике подвергалась сама идея крупного бронепалубного крейсера. С задачами разведки эти крейсера справлялись не лучше, чем гораздо более дешёвые крейсера 2-го класса, а в серьёзном бою были слишком уязвимы. Так, известный военно-морской эксперт Н. Л. Кладо писал:

Что же касается до больших бронепалубных крейсеров, то бесполезность их, вне всякого сомнения, очевидна, да об этом и не стоит и распространяться, так как это было решено задолго ещё до этой войны во всех флотах, за исключением, к сожалению, русского. Если японцы могли извлечь пользу из своих бронепалубных крейсеров, то лишь потому, что у русских не было броненосных крейсеров.
— Кладо Н. Л. Очерк военных действий на море во время русско-японской войны
Кладо полагал, что с задачами дальней разведки могли бы справиться и вспомогательные крейсера, а тип бронепалубного крейсера оправдан лишь для небольших кораблей, типа «Новика», чьей задачей должно стать истребление чужих миноносцев и поддержка своих. Мнение об избыточности и ненужности больших бронепалубных крейсеров для русского флота в русско-японскую войну неоднократно высказывалось и современными военно-морскими историками.
Но в оценке Кладо больших бронепалубных крейсеров содержалась неточность: их строили во всех крупнейших морских державах. А при сравнении «Богатыря» с современными ему бронепалубными крейсерами можно обоснованно сделать вывод, что он превосходил их по большинству элементов. Более того, в Британии всё ещё достраивались очень большие бронепалубные крейсера водоизмещением 11 000 т типов «Diadem» и «Argonaut» с шестнадцатью 152-мм, четырнадцатью 76-мм орудиями и скоростью 20-21 узел.
Ещё более резкой критике подверг большие бронепалубные крейсера вообще, и крейсера типа «Богатырь», в частности, Л. Ф. Добротворский, командовавший крейсером «Олег» в Цусимском сражении:

Лёгкие крейсера, как «Олег», «Аврора» и др., совершенно не боевые суда. Выстроены они дли разведочной службы и для уничтожения неприятельской торговли. От сражения они должны по возможности уклоняться, пользуясь существующим для того быстрым ходом. Они очень узки, длинны, вследствие того мало устойчивы и неповоротливы. почему в боевую линию с эскадренными броненосцами ставиться не могут. Крейсера для предохранения механизмов имеют тонкую, броневую палубу, но бортовой брони нет подобно эскадренным судам и потому всякий осколок, всякий крохотный снаряд их пробивает, наливает воду на броневую палубу и крейсера, потеряв остойчивость, кувыркаются.
Пушки на них только 6-дюймовыя, 3-х и 1¾ дюймовые. Защищены они или вернее их прислуга тонкими, стальными щитами, а на крейсере «Олег» часть их ещё слабыми броневыми башнями и казематами. Подобная тяжесть, наваленная на верху для такого узкого судна, как «Олег», делает его более опасным для боя, чем самые обыкновенные коммерческие пароходы, потому, что те, по крайней мере, будут тонуть прямо и медленно, а этот кувырком, мгновенно. Такие крейсера носят название: «руки в перчатках, а тело голое» и могли быть заказаны только теми, которые знали, что им на них не придётся сражаться.
— Добротворский Л. Ф. Уроки морской войны
Опыт сражений русско-японской войны показал, что применения скорострельной артиллерии, стрелявшей бризантными снарядами, приводило к тяжёлым повреждениям и потере боеспособности бронепалубными крейсерами, даже без пробития броневой палубы и её скосов. Результаты боёв с участием бронепалубных крейсеров, в том числе «Олега», это полностью подтверждали. Угольные ямы и коффердамы оказались совершенно неадекватной защитой даже против снарядов среднего калибра и пробоины в корпусе в районе ватерлинии приводили к приёму большого количества воды.

В результате корабли, не прикрытые в достаточной степени бронёй, стали очень уязвимыми. «Защищённые», то есть бронепалубные военные суда, обладавшие только располагавшейся на уровне ватерлинии броневой палубой, могли потерять всю артиллерию, сгореть или просто затонуть, пусть и сохранив при этом уже бесполезные машины и погреба.— Кофман В. «Бронированный ёж» и его потомки
На отказ от дальнейшего развития бронепалубных крейсеров повлияли и другие обстоятельства. В начале XX века стали доступны два важных технологических новшества — паровые турбины и высокопрочная броня. Турбины, обладавшие заметно лучшими характеристиками удельной и агрегатной мощности, позволили резко поднять энерговооружённость кораблей, а новая цементированная броня с легирующими добавками обеспечивала солидный уровень защиты при умеренном весе. Хотя первые турбинные крейсера по инерции оставались бронепалубными, конструкторы достаточно быстро пришли к созданию нового класса — лёгких крейсеров, после начала строительства которых, закладка бронепалубных кораблей потеряла смысл.

## Комментарии
1. ↑  Кроме «Варяга» У. Крамп добился также контракта на постройку эскадренного броненосца «Ретвизан».
2. ↑  Метрическая система была допущена в России как необязательная в 1899 году, обязательной стала с 1918 года.
3. ↑  В ряде отечественных изданий приводится именно эта дата вступления в строй.
4. ↑  Данные известных источников имеют значительные расхождения.